# Zàpadni (Uporni)
|  | Per a altres significats, vegeu «Zàpadni». |

Zàpadni - Западный (rus) és un possiólok del krai de Krasnodar, a Rússia. Es troba a 13 km a l'est de Pàvlovskaia i a 142 km al nord-est de Krasnodar, la capital.
Pertany al municipi d'Uporni.